# Łubowo (stacja kolejowa)
Łubowo – stacja kolejowa w Łubowie w Polsce, w województwie zachodniopomorskim, w powiecie szczecineckim, w gminie Borne Sulinowo.

## Ruch pasażerski
| Rok  | Wymiana pasażerska na dobę |
| ---- | -------------------------- |
| 2017 | 20-49                      |
| 2022 | 50-99                      |

## Połączenia
- Drawsko Pomorskie
- Runowo Pomorskie
- Stargard
- Szczecin
- Szczecinek